# Leżajsk (Bier)

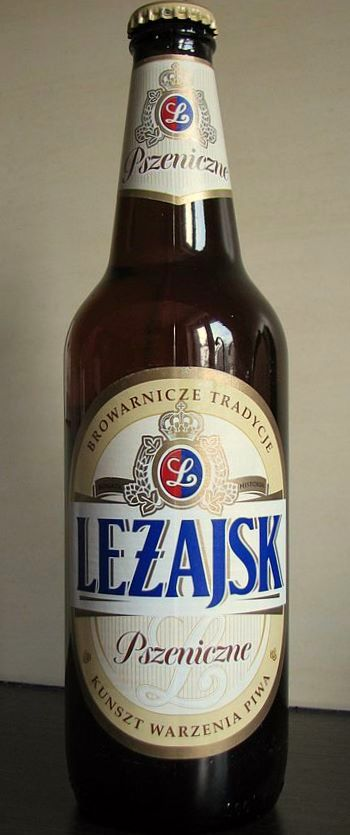
Bierflasche eines Weizenbiers der Marke Leżajsk

Leżajsk ist ein helles, untergäriges Bier aus Polen mit einem Alkoholgehalt von 4,7 bis 7,8 % Vol. Es wird in der Brauerei in Leżajsk gebraut, die zur Grupa Żywiec gehört, die wiederum Teil des Heineken-Konzerns ist. Es ist die beliebteste Biermarke aus dem Karpatenvorland. Die Tradition des Bierbrauens in Leżajsk stammt aus dem Mittelalter, die derzeitige Brauerei entstand im 20. Jahrhundert. Im Logo ist ein L, der Anfangsbuchstabe des Brauorts, abgebildet.